# Boinvilliers
Boinvilliers is een gemeente in het Franse departement Yvelines (regio Île-de-France) en telt 262 inwoners (2005). De plaats maakt deel uit van het arrondissement Mantes-la-Jolie.

## Geografie
De oppervlakte van Boinvilliers bedraagt 3,6 km², de bevolkingsdichtheid is 72,8 inwoners per km².
De onderstaande kaart toont de ligging van Boinvilliers met de belangrijkste infrastructuur en aangrenzende gemeenten.

## Demografie
Onderstaande figuur toont het verloop van het inwonertal (bron: INSEE-tellingen).